# Łopuszanka (dopływ Wieprza)
Łopuszanka – struga, lewoboczny dopływ Wieprza o długości 5,38 km.
Struga płynie w województwie lubelskim, jej źródła znajdują się we wsi Bobliwo. Do Wieprza wpada w okolicach wsi Ostrzyca. Lewostronnie wpływa do niej Dopływ z Mchów. Struga prowadzi wody w 1 klasie czystości.